# San Jose (Arizona)
San Jose – jednostka osadnicza w Stanach Zjednoczonych, w stanie Arizona, w hrabstwie Graham.